# 론 코브
론 코브(영어: Ron Korb,중국어: 龍笛, 雷恩寇伯), 은 캐나다 토론토 온타리오 플루트 솔리스트 연주자이며 작곡가, 프로듀서이다.
그는 11살에 플룻을 시작하여 여러 지역의 음악대회에서 수상경험이 있다. 그는 토론토 대학에서 클래식 플룻 연구 장학금을 받기도 하였다. 또한 그는 뉴욕, 중국, 일본서도 음악공부를 하고 세계를 여행하며 세계 각국의 피리를 수집, 200여점 이상이다. 그는 클래식, 재즈, 라틴, 아시아, 켈틱 음악, 그리고 중동(中東) 포함한 다양한 장르의 음악은 그의 노래에 많은 영감을 주며 다양한 이야기로 표현되고 있다. 그의 음악은 세계여러 나라를 여행하고 여러 문화 경험에서 오고 또한 그의 조상에 대한 연구에서 왔다고 할 수 있다. 그는 유명 아티스티와 활발한 교류를 하며 그들의 앨범에 참여한 바 있다. Alan Tam에게 노래를 주어 그의 앨범이 더불 플래티넘의 매출을 달성하였다. 그리고 그는 그의 이름으로 30장의 앨범을 발표, 20여개 국에 소개된바 있다. 그는 미국, 캐나다, 유럽, 파나마, 중화인민공화국, 중화민국, 싱가포르, 홍콩, 일본, 타이, 베트남 등에서 콘서트를 한 바 있다. 그는 한국을 여행하고 대한민국서 콘서트를 하고 싶어한다.

## 선택된 음반
- 2018 : World Café
- 2015：Asia Beauty
- 2013：Europa
- 2010 : Oriental Angels vs Ron Korb DVD
- 2009: Once Upon A Time (중국어: 龍笛傳說)
- 2009: Dragon Heart(중국어: 龍の心)
- 2008: Native Earth (중국어: 聖靈大地)
- 2007: Ron Korb (중국어: 龙笛-当代第一魔笛)
- 2006: East West Road
- 2005: Rainforest Flute
- 2005: Seasons: Christmas Carols
- 2004: Ron Korb Live DVD
- 2004: Ron Korb Live CD
- 2004: Celtic Quest (중국어: 重返祕世界)
- 2003: The World Of Ron Korb
- 2000: Celtic Heartland (중국어: 心靈祕境)
- 1999: Mada Minu Tomo e
- 1999: Taming The Dragon (중국어: 龍笛)
- 1995: Behind The Mask(중국어: 東方戀)
- 1994: Flute Traveller
- 1993: Japanese Mysteries
- 1990: Tear Of The Sun